# زلزال هانشين أواجي الكبير

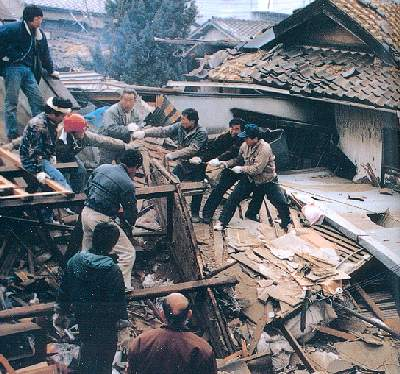
زلزال هانشين اواجي

زلزال هانشين-اواجي الكبير 阪神・淡路大震災 هو زلزال ضرب القسم الجنوبي من محافظة هيوغو فجر السابع عشر من كانون الثاني (يناير) عام 1995. بلغت شدته 6.9 درجات وفقاً لـمقياس ريختر واستمر لمدة عشرين ثانية، موقعاً خسائر كبيرة في المنطقة وبالأخص في مدينة كوبه.
يعتبر الزلزال الأعنف في اليابان منذ زلزال كانتو عام 1923، ويعتبر الزلزال الأكثر تكلفة في التاريخ وفقاً لـسجل غينيس للأرقام القياسية